# ユダヤ教の起源
ユダヤ教の起源は、青銅器時代の多神教的古代セム族の宗教(Ancient Semitic religions)、中でも特に「カナン人の宗教(Canaanite religion)」と、ヘブライ語聖書『タナハ』の初期預言書（ネビーイーム）に現れる「カナン人の神たるヤハウェ(Yahweh)の崇拝」の2つにある。紀元前6～5世紀のバビロン捕囚の間捕囚に処された、つまり自分たちが暮らしていたユダヤの地からバビロンに追放されたユダ王国の人たちのうち、一部はバビロンで一神教・選民思想・律法（神の規則）・契約についての既存の概念を再確立し、後世のユダヤの地を支配するようになる神学を成立させた。
紀元前5世紀から紀元後70年までに、イスラエル人の宗教はユダヤ人のディアスポラのヘレニズム的ユダヤ教だけでなく、第二神殿・ユダヤ教時代の多様な神学派に発展した。この時代にヘブライ語聖書のテキストは現存する形に改訂されており、また、恐らくこのテキストの正典化が進行していたように見える。ラビ・ユダヤ教が古代末期（2～8世紀）中、3～6世紀の間に成立した。すなわち、ヘブライ語聖書のマソラ本文（子音になった既存テキストに母音を付け加えたもの）とタルムードがこの時代に編纂、あるいは成立した。タルムードは、ユダヤ教の律法、倫理、哲学、慣習、及び歴史などについてのラビの討論が入った、ユダヤ教の正典として主流派ユダヤ教の中心を成す文献である。タルムードは紀元後220年頃に形成されたミシュナーと、紀元後500年頃に形成されたゲマーラーとで構成されている。